# Marino Sinibaldi
Marino Sinibaldi (Roma, 2 aprile 1954) è un giornalista, critico letterario e conduttore radiofonico italiano.

## Biografia
Nato a Valle Aurelia, si è diplomato al Liceo Terenzio Mamiani di Roma e ha studiato alla Facoltà di lettere e filosofia della Sapienza. Aderì a Lotta Continua, insieme a Gad Lerner e a Luigi Manconi, con i quali ha pubblicato alcuni saggi sul movimento degli studenti sfociato nella contestazione giovanile degli anni Sessanta e Settanta. A metà degli anni Ottanta partecipò all'esperienza di redazione del quotidiano Reporter, durato dal 1985 al 1986.
L'attività pubblicistica era iniziata contemporaneamente a quella di bibliotecario che ha svolto per oltre vent'anni presso la Biblioteca di storia moderna e contemporanea di Roma. Successivamente si è dedicato full time al giornalismo e alla conduzione di programmi radiofonici e televisivi per i quali ha ricevuto numerosi riconoscimenti (Premio Ischia-Giornalista dell'anno 2006, Premio Alassio 2006, Premio Flaiano 2007). Dirige la Festa del libro e della lettura "Libri come" presso l'Auditorium-Parco della musica di Roma.
Ha condotto, alla RAI, le trasmissioni Antologia, Fine secolo, Note azzurre, Lampi, Senza rete, Supergiovani, Tema, e ha collaborato a La storia siamo noi. È stato vicedirettore di Radio3, nonché nel 1999 ideatore e conduttore della trasmissione Fahrenheit su Rai Radio 3.
Ha collaborato con la rivista Ombre Rosse e successivamente ha cofondato la rivista Linea d'ombra e pubblicato Pulp. La Letteratura nell'era della simultaneità (Donzelli, 1997). Ha collaborato con Natalia Ginzburg nella stesura di: È difficile parlare di sé. Conversazione a più voci condotta da Marino Sinibaldi (Einaudi, 1999). Nel 2014 l'editore Laterza ha pubblicato Un millimetro in là. Intervista sulla cultura curata da Giorgio Zanchini.
Il 3 agosto 2009 è stato nominato direttore di Radio 3 dal Consiglio di amministrazione della Rai, carica che manterrà per oltre dieci anni fino al 25 marzo 2021, giorno in cui viene sostituito dall'ex-direttore del TG1 Andrea Montanari. È membro del direttivo del Premio Strega e del Consiglio di amministrazione della Fondazione Bellonci.
Dal gennaio 2014 al 2017 è stato presidente del Teatro di Roma.
Dall'8 gennaio 2021 è presidente del Centro per il Libro e la Lettura. Incarico che termina il 9 gennaio 2024.
Dal 29 maggio 2023 cura Timbuctu, un podcast per "Il Post" dove viene proposta una narrazione del mondo attraverso i libri.

## Opere
- Marino Sinibaldi e Luigi Manconi (a cura di), Agenda Rossa 1978. In 365 voci: gli avvenimenti del '68, le sue premesse, le sue conseguenze; le vicende e le idee del movimento del '77, Roma, Savelli, 1977.
- Marcello Sarno e Marino Sinibaldi (a cura di), Il movimento degli studenti medi in Italia-1970-76. Analisi e documenti di AO, LC, PdUP, PCI-FGCI, Roma, Savelli, 1977.
- Gad Lerner, Uno strano movimento di strani studenti. Composizione, politica e cultura dei non garantiti, a cura di Marino Sinibaldi e Luigi Manconi, Milano, Feltrinelli, 1978.
- Marino Sinibaldi, Pulp: la letteratura nell'era della simultaneità, Roma, Donzelli, 1997.
- Natalia Ginzburg, È difficile parlare di sé. Conversazione a più voci condotta da Marino Sinibaldi, a cura di Marino Sinibaldi, Roma, Einaudi, 1999, ISBN 978-88-06-15212-3.
  - trad. ingl.:  Natalia Ginzburg, It's hard to talk about yourself, a cura di Cesare Garboli, Lisa Ginzburg, Marino Sinibaldi, Roma, University of Chicago Press, 2003, ISBN 978-0-226-29688-3.
- Marino Sinibaldi, Un millimetro in là. Intervista sulla cultura, a cura di Giorgio Zanchini, Roma, Laterza, 2014, ISBN 9788858110966